# 遠州大橋

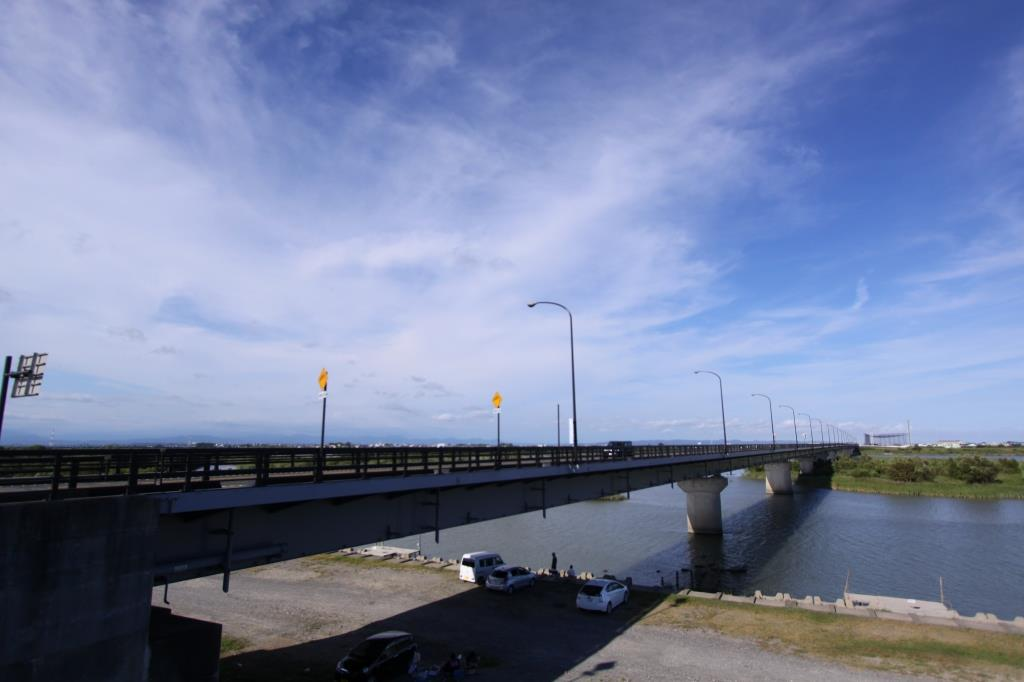
遠州大橋

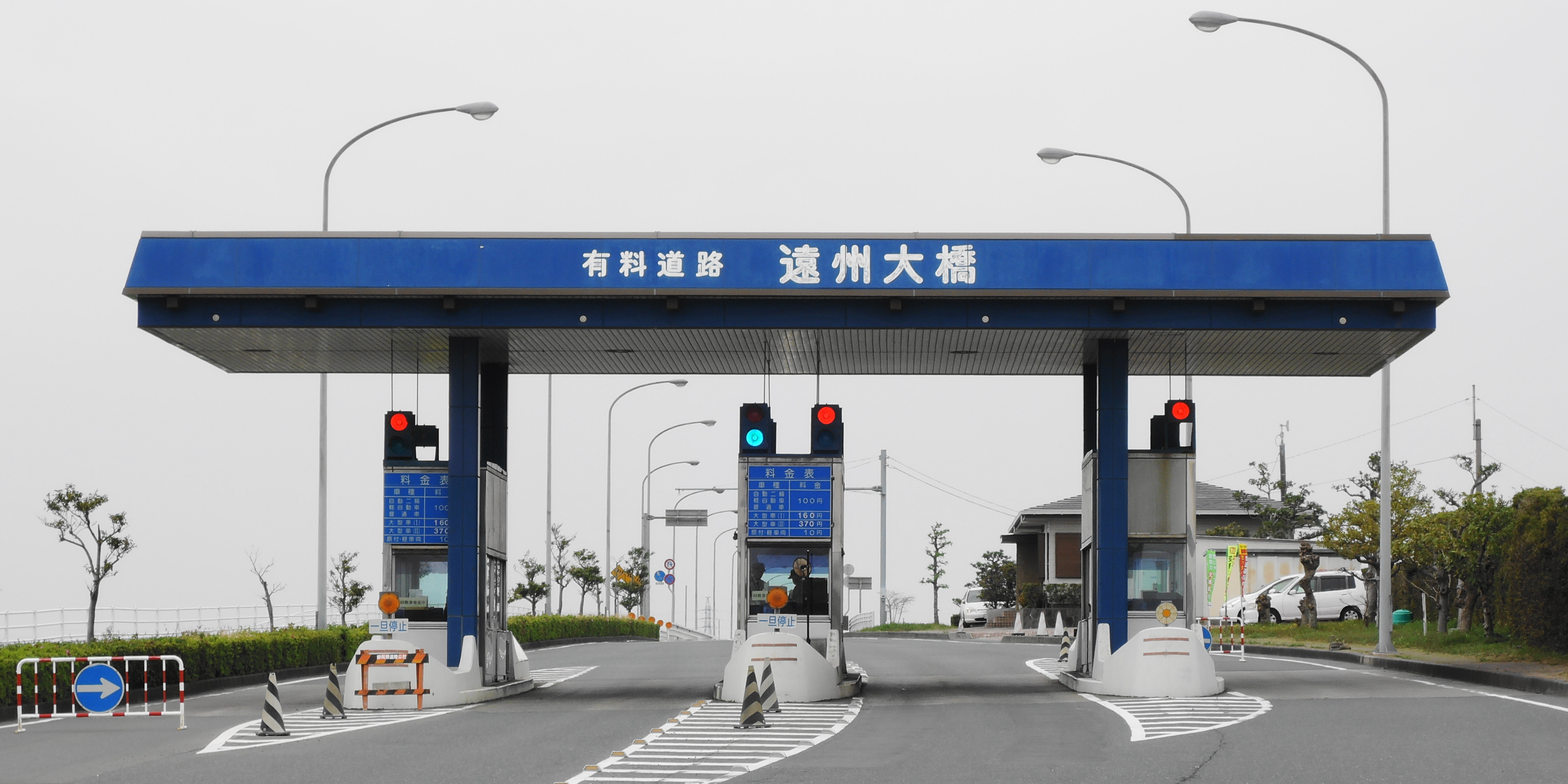
料金所（有料道路時代のもの。非現存）

遠州大橋（えんしゅうおおはし）は、静岡県磐田市掛塚から浜松市中央区三新町までを結ぶかつて有料道路であった区間の有料道路の名称（愛称）。2019年9月27日までは静岡県道路公社が管理していた一般有料道路であったが、同年9月28日より無料開放された。国道150号掛塚バイパスの一部を成している。
路線の大部分は天竜川に架かる橋であり、この橋の正式名称は新掛塚橋（しんかけつかばし）である。新掛塚橋の名は、国道150号本線の同河川に掛かる橋である「掛塚橋」に対して付けられた名称である。

## 概要
国道150号の掛塚橋は、近辺に代わりとなる橋がないために交通集中が避けられず、慢性的な渋滞を引き起こしていた。この渋滞を解消し円滑な交通を導く目的で本路線が設置された。建設費は117億円。しかし本路線は有料道路であったことや、本路線の前後のバイパス区間の整備があまり進まなかったため利用が伸びず、渋滞の解消に貢献したとは言い難かった。
現在は全線2車線道路であるが、将来の拡幅に備え、4車線分の用地が確保されている。しかし、それほど交通量はない。天竜川に掛かる橋としては、最も河口に近い位置にある。

### 諸元
- 延長：1.2km

## 有料道路時代の通行料金
下記は有料道路時代の通行料金である。無料開放後の現在は通行料金を徴収されることはない。
- 軽車両等：10円
- 普通車・中型車：100円
- 大型車：150円
- 特大車：360円

## 歴史
- 1987年（昭和62年）7月 - 着工[1]。
- 1989年（平成元年）9月17日 - 開通。
- 2019年（令和元年）9月28日 - 無料化[3]。